# 金玄
金 玄（キム・ヒョン、ハングル: 김현、ラテン翻字: Kim Hyun、1993年5月3日 - ）は、韓国出身のサッカー選手。ポジションはFW。

## 来歴
全北現代モータースのユースチームを経て、2012年にトップ昇格。4月14日、釜山アイパークとの試合でリーグデビューを果たした。6月13日、済州ユナイテッドFCとの試合でプロ初ゴールを決めた。
2014年1月9日、イ・サンヒョプとトレードの形で済州ユナイテッドFCに移籍した。2014年4月9日、古巣全北現代との試合で移籍後初ゴールを決めた。
2016年7月、シーズン終了までの契約で城南FCに期限付き移籍。
2017年シーズン開幕前に兵役に伴い牙山ムグンファFCに移籍。
2019年7月1日、栃木SCに期限付き移籍で加入。

## エピソード
城南FC在籍中の2016年7月17日、水原三星ブルーウィングス戦で移籍後初ゴールとなる超ロングシュートを決めた。この時の飛距離は67.4mに達し、これはフィールドプレーヤーとしはKリーグ史上最長である。

## 個人成績
| 国内大会個人成績 | 国内大会個人成績 | 国内大会個人成績 | 国内大会個人成績 | 国内大会個人成績 | 国内大会個人成績 | 国内大会個人成績 | 国内大会個人成績 | 国内大会個人成績 | 国内大会個人成績 | 国内大会個人成績 | 国内大会個人成績 |
| 年度             | クラブ           | 背番号           | リーグ           | リーグ戦         | リーグ戦         | リーグ杯         | リーグ杯         | オープン杯       | オープン杯       | 期間通算         | 期間通算         |
| 年度             | クラブ           | 背番号           | リーグ           | 出場             | 得点             | 出場             | 得点             | 出場             | 得点             | 出場             | 得点             |
| 日本             | 日本             | 日本             | 日本             | リーグ戦         | リーグ戦         | リーグ杯         | リーグ杯         | 天皇杯           | 天皇杯           | 期間通算         | 期間通算         |
| ---------------- | ---------------- | ---------------- | ---------------- | ---------------- | ---------------- | ---------------- | ---------------- | ---------------- | ---------------- | ---------------- | ---------------- |
| 2019             | 栃木             | 47               | J2               | 13               | 2                | -                | -                |                  |                  |                  |                  |
| 通算             | 日本             | 日本             | J2               | 13               | 2                | -                | -                |                  |                  |                  |                  |
| 総通算           | 総通算           | 総通算           | 総通算           | 13               | 2                | 0                | 0                |                  |                  |                  |                  |

## 代表歴
- U-18韓国代表
- U-19韓国代表
- U-20韓国代表
  - 2013 FIFA U-20ワールドカップ
- U-23韓国代表
  - AFC U-22選手権2013
  - AFC U-23選手権2016